# We Remain
«We Remain» (рус. Мы продержимся) — песня американской певицы Кристины Агилеры из The Hunger Games: Cathing Fire — Original Motion Picture Soundtrack, выпущенная 1 октября 2013 года как саундтрек к фильму Голодные игры: И вспыхнет пламя (2013). Песня была выпущена третьим синглом, вслед за песней «Atlas» группы Coldplay и песней «Elastic Heart», исполненной Сиэ.

## О песне
Кристина Агилера записала песню для саундтрека The Hunger Games: Cathing Fire — Original Motion Picture Soundtrack. «We Remain» написана Райаном Теддером и Брентом Катцлом из OneRepublic, Микки Экко и Кристиной Агилерой. Песня написана в жанрах поп и баллада.

## Список композиций
- Digital download[4]

1. «We Remain» — 4:00

## История релиза
| Страна | Дата           | Формат                 | Лейбл                    |
| ------ | -------------- | ---------------------- | ------------------------ |
| США    | 1 октября 2013 | Цифровая дистрибуция   | RCA, Republic            |
| США    | 8 октября 2013 | Contemporary hit radio | RCA, Republic, Lionsgate |